# Barbezieux-Saint-Hilaire
Barbezieux-Saint-Hilaire és un municipi francès situat al departament del Charente i a la regió de la Nova Aquitània. L'any 2007 tenia 4.645 habitants.

## Demografia

### Població
El 2007 la població de fet de Barbezieux-Saint-Hilaire era de 4.645 persones. Hi havia 2.149 famílies de les quals 880 eren unipersonals (375 homes vivint sols i 505 dones vivint soles), 642 parelles sense fills, 424 parelles amb fills i 203 famílies monoparentals amb fills.
La població ha evolucionat segons el següent gràfic:
Habitants censats

### Habitatges
El 2007 hi havia 2.501 habitatges, 2.182 eren l'habitatge principal de la família, 64 eren segones residències i 255 estaven desocupats. 1.716 eren cases i 778 eren apartaments. Dels 2.182 habitatges principals, 1.116 estaven ocupats pels seus propietaris, 993 estaven llogats i ocupats pels llogaters i 73 estaven cedits a títol gratuït; 82 tenien una cambra, 201 en tenien dues, 421 en tenien tres, 649 en tenien quatre i 828 en tenien cinc o més. 1.316 habitatges disposaven pel capbaix d'una plaça de pàrquing. A 1.187 habitatges hi havia un automòbil i a 622 n'hi havia dos o més.

### Piràmide de població
La piràmide de població per edats i sexe el 2009 era:
| Homes | Edats   | Dones |
| ----- | ------- | ----- |
| 0     | 95 o +  | 27    |
| 8     | 90 a 94 | 50    |
| 34    | 85 a 89 | 100   |
| 66    | 80 a 84 | 52    |
| 82    | 75 a 79 | 187   |
| 133   | 70 a 74 | 146   |
| 131   | 65 a 69 | 146   |
| 103   | 60 a 64 | 115   |
| 111   | 55 a 59 | 153   |
| 130   | 50 a 54 | 147   |
| 177   | 45 a 49 | 151   |
| 184   | 40 a 44 | 176   |
| 135   | 35 a 39 | 146   |
| 140   | 30 a 34 | 185   |
| 166   | 25 a 29 | 158   |
| 91    | 20 a 24 | 113   |
| 124   | 15 a 19 | 171   |
| 122   | 10 a 14 | 150   |
| 143   | 5 a 9   | 115   |
| 98    | 0 a 4   | 75    |

## Economia
El 2007 la població en edat de treballar era de 2.802 persones, 1.991 eren actives i 811 eren inactives. De les 1.991 persones actives 1.763 estaven ocupades (907 homes i 856 dones) i 228 estaven aturades (98 homes i 130 dones). De les 811 persones inactives 257 estaven jubilades, 249 estaven estudiant i 305 estaven classificades com a «altres inactius».

### Ingressos
El 2009 a Barbezieux-Saint-Hilaire hi havia 2.180 unitats fiscals que integraven 4.639 persones, la mediana anual d'ingressos fiscals per persona era de 15.562,5 €.

### Activitats econòmiques
Dels 378 establiments que hi havia el 2007, 3 eren d'empreses extractives, 9 d'empreses alimentàries, 3 d'empreses de fabricació de material elèctric, 26 d'empreses de fabricació d'altres productes industrials, 27 d'empreses de construcció, 117 d'empreses de comerç i reparació d'automòbils, 8 d'empreses de transport, 22 d'empreses d'hostatgeria i restauració, 3 d'empreses d'informació i comunicació, 22 d'empreses financeres, 20 d'empreses immobiliàries, 34 d'empreses de serveis, 53 d'entitats de l'administració pública i 31 d'empreses classificades com a «altres activitats de serveis».
Dels 105 establiments de servei als particulars que hi havia el 2009, 1 era una oficina d'administració d'Hisenda pública, 1 gendarmeria, 1 oficina de correu, 8 oficines bancàries, 3 funeràries, 17 tallers de reparació d'automòbils i de material agrícola, 2 tallers d'inspecció tècnica de vehicles, 2 autoescoles, 8 paletes, 2 guixaires pintors, 6 fusteries, 2 lampisteries, 4 electricistes, 1 empresa de construcció, 12 perruqueries, 2 veterinaris, 3 agències de treball temporal, 17 restaurants, 8 agències immobiliàries, 3 tintoreries i 2 salons de bellesa.
Dels 50 establiments comercials que hi havia el 2009, 1 era un hipermercat, 2 supermercats, 1 una gran superfície de material de bricolatge, 1 una botiga de més de 120 m², 5 fleques, 4 carnisseries, 5 llibreries, 7 botigues de roba, 3 botigues d'equipament de la llar, 1 una sabateria, 6 botigues d'electrodomèstics, 1 una botiga de mobles, 1 una botiga de material esportiu, 1 una botiga de material de revestiment de parets i terra, 5 drogueries, 1 una perfumeria, 2 joieries i 3 floristeries.
L'any 2000 a Barbezieux-Saint-Hilaire hi havia 56 explotacions agrícoles que ocupaven un total de 1.435 hectàrees.

## Equipaments sanitaris i escolars
El 2009 hi havia 1 hospital de tractaments de curta durada, 1 hospital de tractaments de mitja durada (seguiment i rehabilitació), 1 un hospital de tractaments de llarga durada, 1 psiquiàtric, 1 centre d'urgències, 4 farmàcies i 2 ambulàncies.
El 2009 hi havia 2 escoles maternals, 3 escoles elementals i 1 escola elemental integrada dins d'un grup escolar amb les comunes properes formant una escola dispersa. A Barbezieux-Saint-Hilaire hi havia 2 col·legis d'educació secundària i 1 liceu d'ensenyament general. Als col·legis d'educació secundària hi havia 590 alumnes i als liceus d'ensenyament general 504.

## Poblacions properes
El següent diagrama mostra les poblacions més properes.